# Gorlebener Gebet

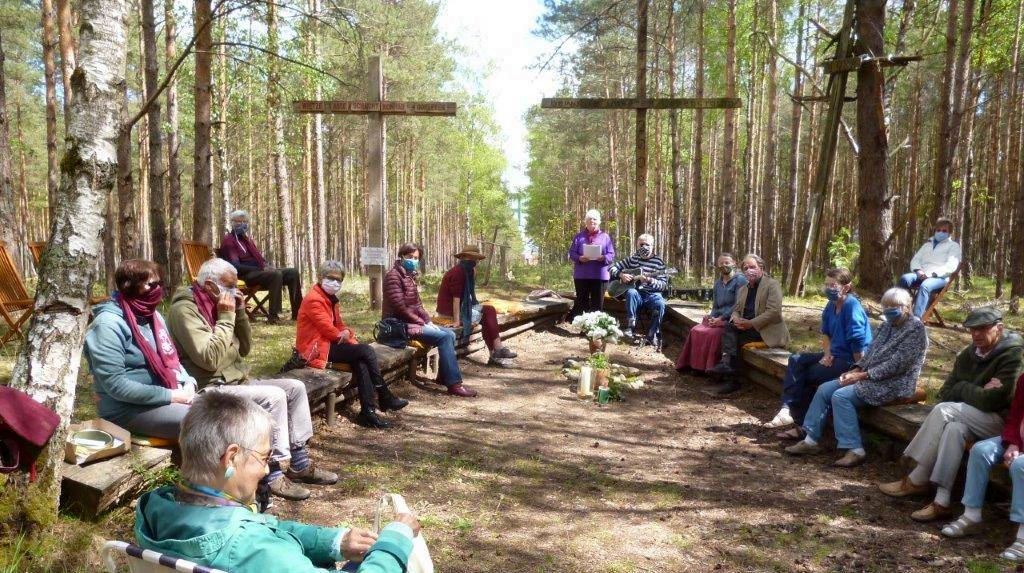
Gorlebener Gebet Sommer 2020

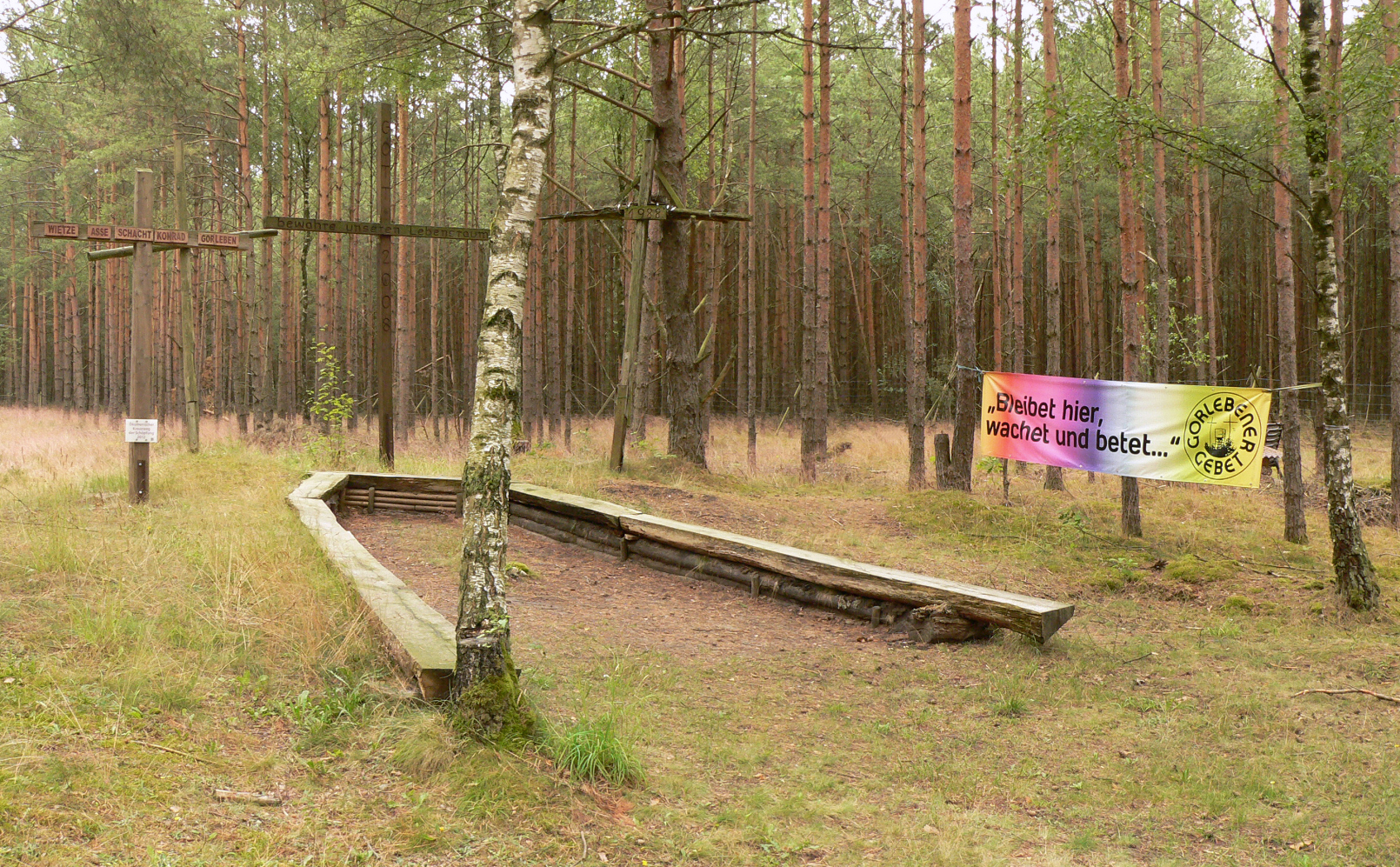
Gorlebener Kreuze

Das Gorlebener Gebet ist eine im Zusammenhang mit dem Zwischenlager Gorleben entstandene ökumenische Initiative.
Seit 1989 wird jeden Sonntag um 14 Uhr im Wald bei Gorleben eine Andacht gefeiert. Die Teilnehmer bitten um „Einsicht, damit der Salzstock Gorleben-Rambow kein Atommülllager wird“.

## Geschichte

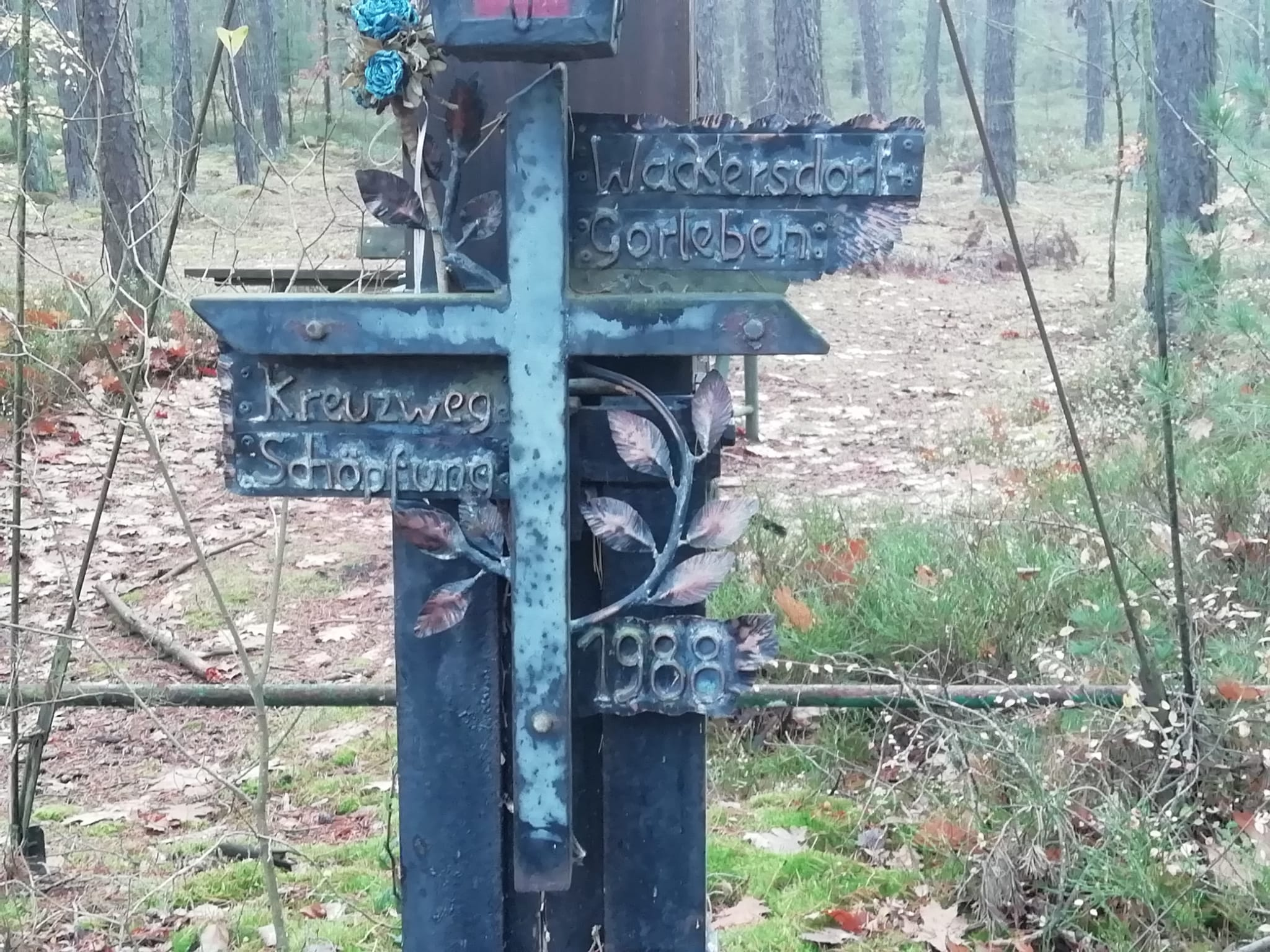
Kreuzwegandenken am Franziskus-Marterl nahe der WAA-Wackersdorf

Entstanden ist das „Gorlebener Gebet“ 1988 nach einem großen Protestmarsch bzw. „Kreuzweg für die Schöpfung“ von der Wiederaufarbeitungsanlage Wackersdorf nach Gorleben (1.113 km). Die bayerische Marterl-Gemeinde hatte 63 Tage lang ein schweres Holzkreuz mit sich getragen und am 27. Mai 1988 im Gorlebener Wald errichtet. Am nächsten Tag wurde mit mehr als 1.000 Menschen ein Abschlussgottesdienst gehalten. - Auf dem Platz stand schon ein Kreuz, das 1985 vom Kernkraftwerk Krümmel nach Gorleben getragen worden war.
In unmittelbarer Nähe des Zwischenlagers Gorleben und des Erkundungsbergwerkes  Gorleben sitzen die Beteiligten jeden Sonntag auf Strohsäcken oder, wenn es regnet, unter Planen auf einem mit Bohlen befestigten Erdwall. Die Teilnehmer kommen aus allen Altersgruppen, aus unterschiedlichen Konfessionen und Religionen oder stehen Religionen grundsätzlich fern. Es werden Texte gelesen, Reden gehalten oder Lieder vorgetragen und gesungen.

„Noch nie ist ein Gorlebener Gebet ausgefallen.“

Vom 18. bis 26. Februar 2017 erinnerten die Organisatoren daran, dass die Benennung Gorlebens als Atommüll-Endlager 40 Jahre her war.
Der Landesbischof der Hannoverschen Landeskirche, Ralf Meister, lobte 2014 das Gorlebener Gebet als „Beispiel für widerständige Aufmerksamkeit mit langem Atem“.